# Arco del Puente
El Arco del Puente o Portada de Lima era una estructura situada en la entrada del Puente de Piedra en Lima (Perú). Construido en 1700 en el sector norte del Cercado, en el actual centro histórico de la ciudad, este arco fue incendiado el 10 de abril de 1879 por el agente chileno Cornelio Granados según afirma José Clavero en su libro "Revelaciones históricas".

## Historia
El arco era una estructura de cantería y ladrillo que se elevaba en el costado sur del Puente de Piedra, frente a las Casas Reales. Fue construido en la Plazuela de Los Desamparados en 1700 durante el gobierno del virrey Melchor Portocarrero Lasso de la Vega. En 1738 se instaló en su parte superior una estatua de bronce del rey Felipe V, elaborada por el escultor Baltazar Gavilán.
El arco se averió en varias ocasiones debido a varios terremotos que asolaron la ciudad. En el terremoto de 1746 quedó destruida la estatua del monarca español y el arco quedó en estado ruinoso. En los años 1760, durante el gobierno del virrey Manuel Amat y Juniet, la estructura fue reparada y se instaló el reloj que había en una de las torres de la iglesia de San Pedro en el lugar donde había estado una estatua de Nuestra Señora de Belén. En donde había estado la estatua de Felipe V se instaló una ampolleta.

### sigloXIX
En 1852, durante la presidencia de José Rufino Echenique, un nuevo reloj monumental iluminado por dentro y visible desde ambos lados, que fue donado por los jesuitas, fue instalado.  
Durante la República, el arco fue abandonado y entró en una cierta decadencia. Solo hasta 1868, durante el gobierno de José Balta, el arco fue restaurado. Sin embargo, poco más de una década más tarde, tanto el reloj como la madera de roble de la que estaba hecho el arco quedaron destruidos cuando un incendio provocado por el agente chileno Cornelio Granados los consumió en la madrugada del 10 de abril de 1879.

## En la cultura
La instalación de la estatua de bronce de Felipe V en el Arco del Puente es narrada por Ricardo Palma en sus Tradiciones peruanas.

## Galería

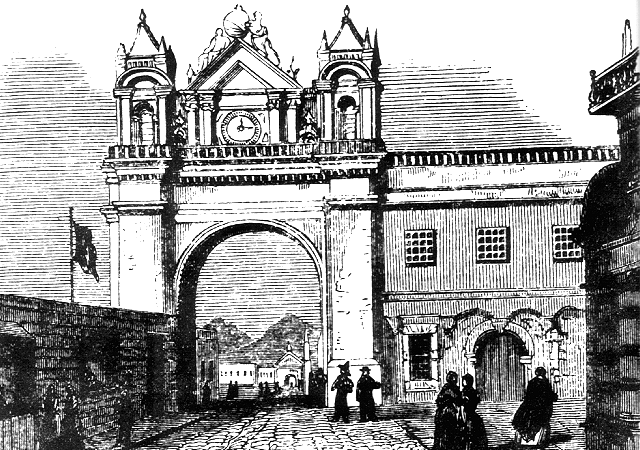
Grabado de principios del siglo XIX
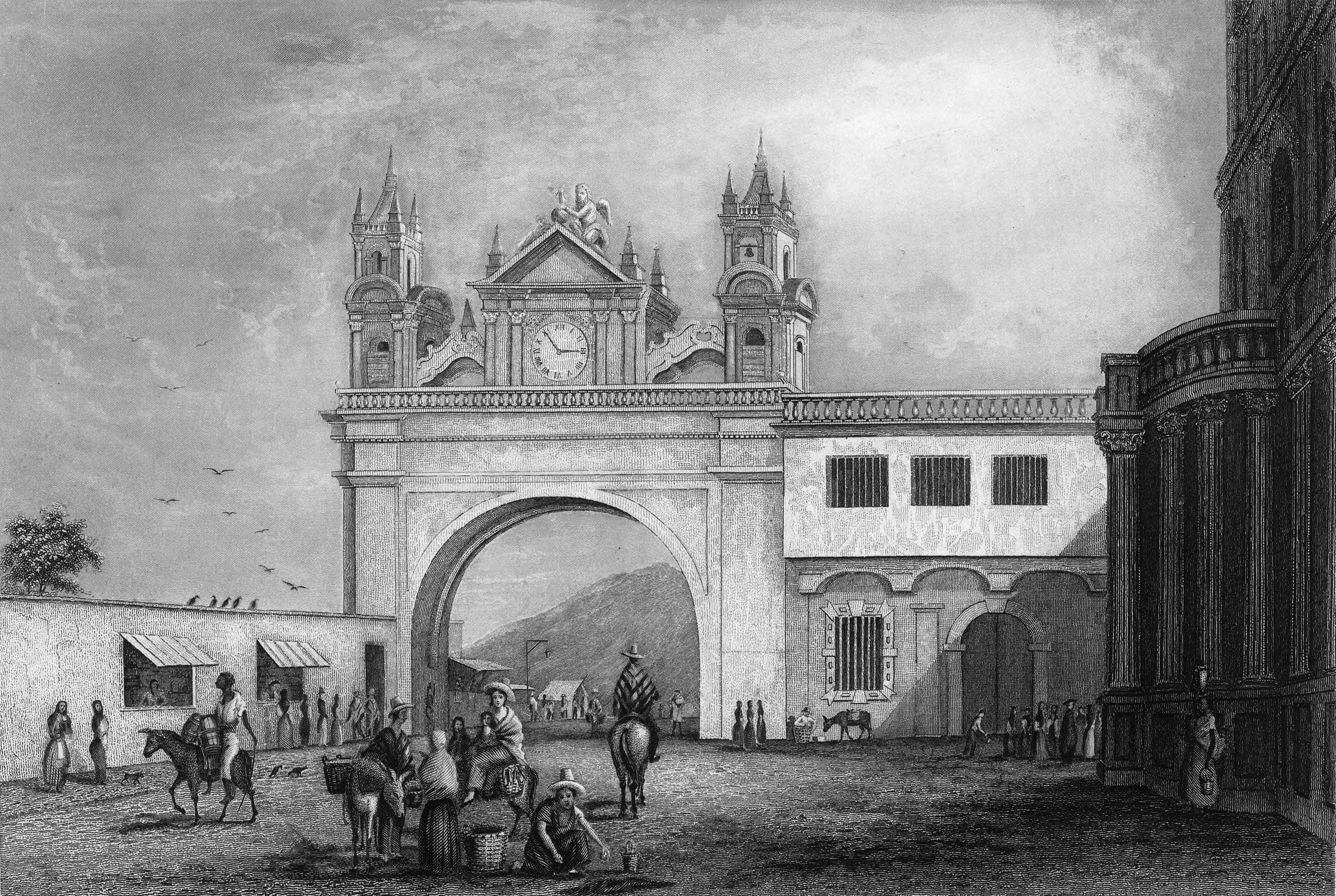
El arco en los años 1840
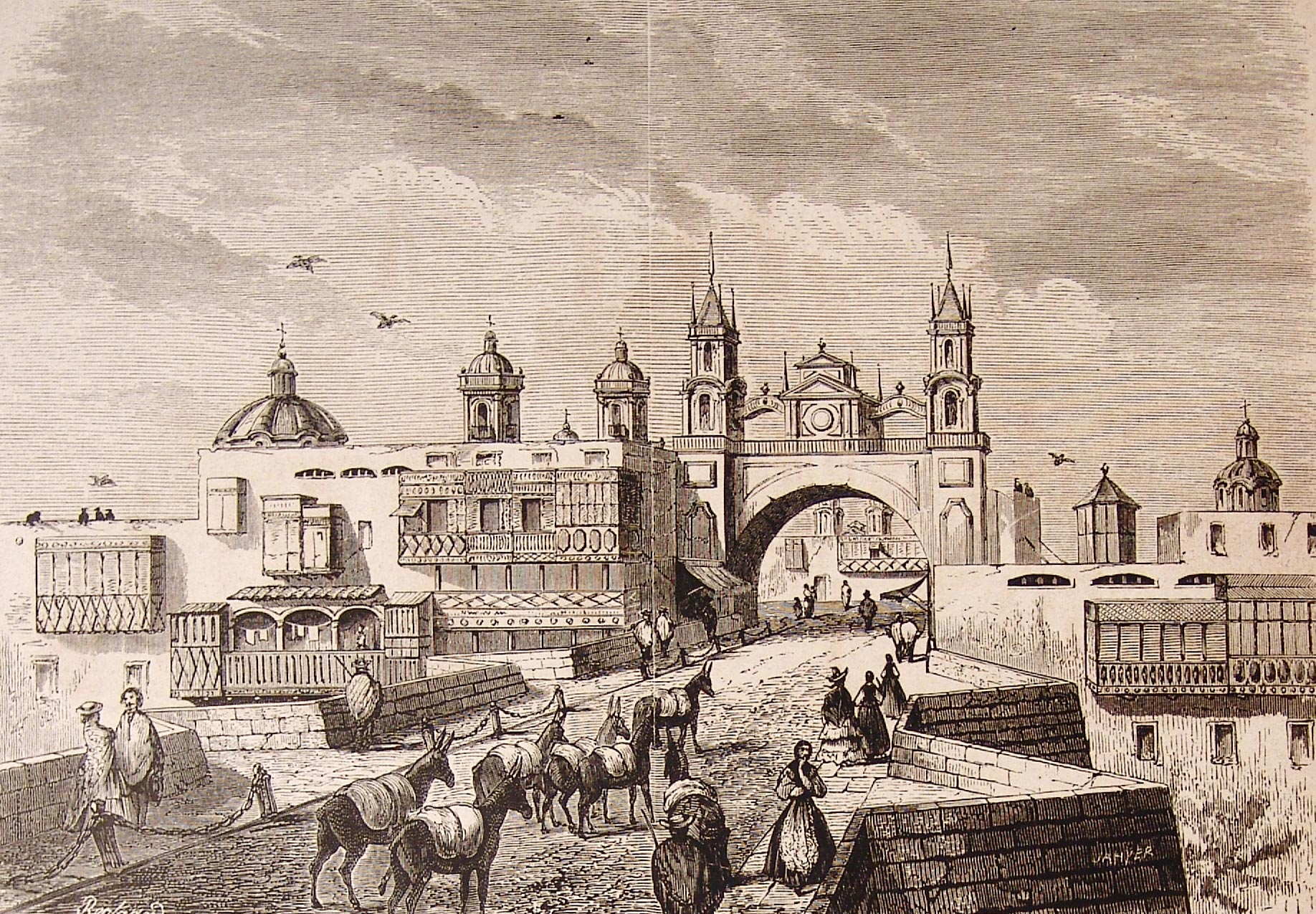
Con el Puente de Piedra en El viajero ilustrado de 1878